# Jeffrey Epstein

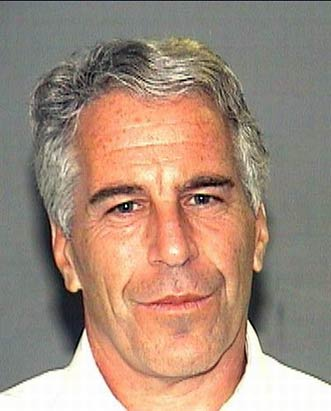
Polizeifoto von Jeffrey Epstein (2006)

Jeffrey Edward Epstein (* 20. Januar 1953 in New York City; † 10. August 2019 ebenda) war ein US-amerikanischer Investmentbanker und verurteilter Sexualstraftäter. 2019 wurde er angeklagt, einen Ring zur sexuellen Ausbeutung Minderjähriger unterhalten zu haben. Der Fall Epstein erregte weltweit Aufsehen. Epstein war gut vernetzt und zählte Prominente und hochrangige Politiker zu seinen Bekannten und Freunden. 
In Untersuchungshaft starb er nach offiziellen Angaben durch Suizid. Die Todesumstände lösten einen Justizskandal aus, gefolgt von Spekulationen über ein mögliches Fremdverschulden („Epstein didn’t kill himself“).

## Werdegang

### Frühes Leben

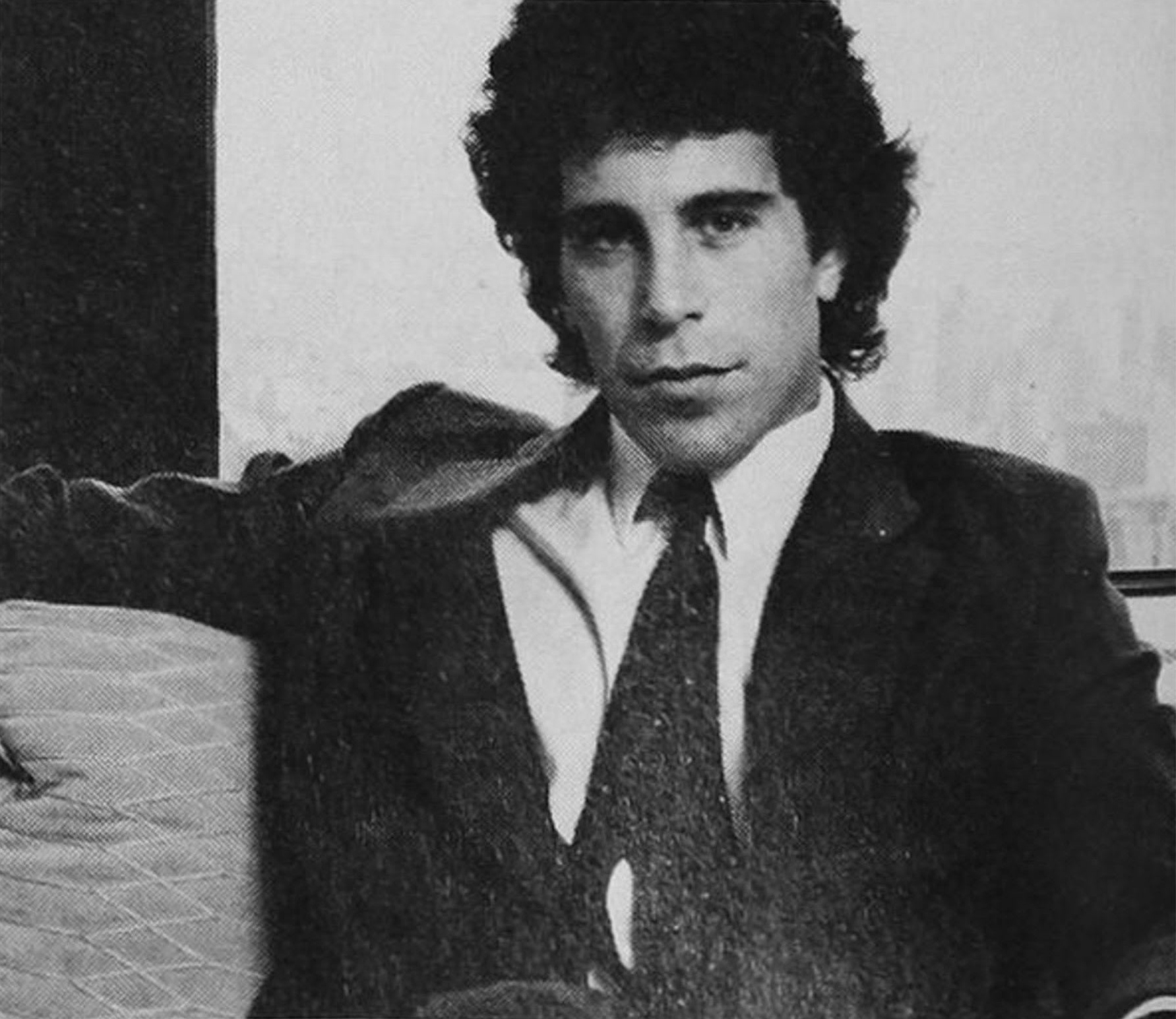
Jeffrey Epstein (1980)

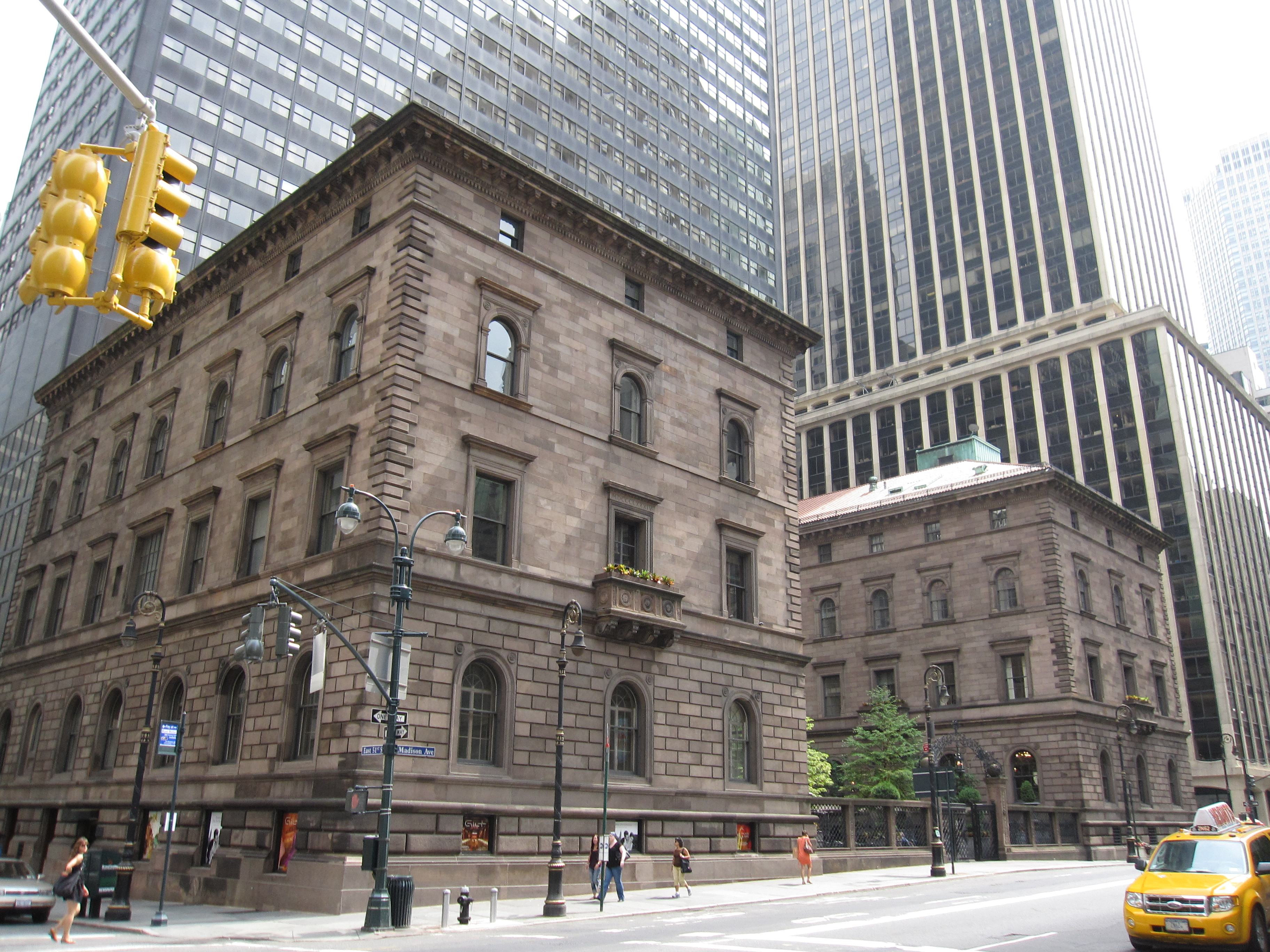
„Villard Houses“ in Manhattans Madison Avenue, von wo aus Epstein viele Jahre seine Unternehmen betrieb

Jeffrey Epstein wurde am 20. Januar 1953 in New York City geboren. Er wuchs in Sea Gate, einer Gated Community am westlichen Rand von Coney Island in Brooklyn, als Angehöriger einer jüdischen Mittelstandsfamilie auf. Er besuchte die Lafayette High School in Brooklyn. Wie sein Bruder Mark interessierte sich Epstein früh für Mathematik. Von 1969 bis 1971 belegte er Kurse in Physik am College Cooper Union in Manhattan, ohne jedoch einen Abschluss zu erlangen. 1971 war Epstein am Courant-Institut für Mathematik an der New Yorker Universität eingeschrieben, wo er Kurse in „Mathematischer Physiologie des Herzens“ belegte; dort erlangte er ebenfalls keinen Abschluss.
Von 1973 bis 1975 unterrichtete Epstein Mathematik und Physik an der Dalton School, einer exklusiven Privatschule an der Upper East Side in Manhattan. Donald Barr, der Direktor, stellte Epstein trotz seiner lückenhaften akademischen Ausbildung im Alter von 20 Jahren an. Ein an der Wall Street tätiger Vater eines Schülers war so beeindruckt von ihm, dass er ihn an Alan Courtney „Ace“ Greenberg (1927–2014) verwies, der damals Vorstand bei der Investmentbank und Anlagevermittlungsagentur Bear Stearns war, eine der größten Banken der Wall Street.

### Wall-Street-Debüt

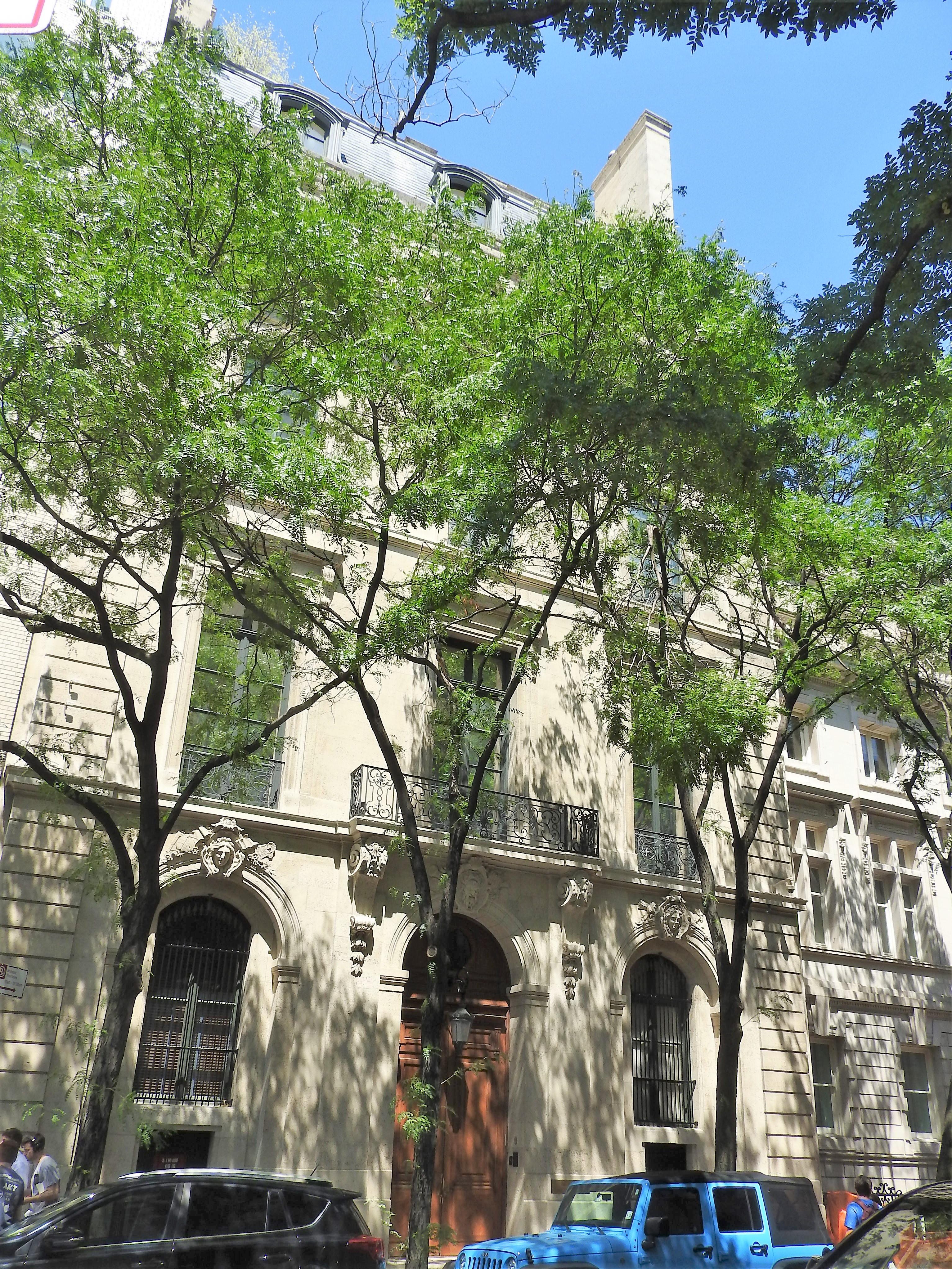
Epsteins Stadtvilla, das „Herbert N. Straus House“ in der Upper East Side Manhattans

1976 heuerte Epstein bei Bear Stearns als Junior-Assistent eines Parketthändlers an der American Stock Exchange an und stieg unter seinen Lehrmeistern Greenberg und James E. Cayne zügig auf. Greenberg suchte zu dieser Zeit für Bear Stearns bevorzugt Mitarbeiter, die er PSDs nannte: Arm (Poor) – Schlau (Smart) – Wunsch, reich zu werden (Desire to become rich), und denen die Abschlüsse dazu fehlten. Zu dieser Zeit begann der Handel mit Optionen. Um Optionen zu handeln, musste man sie bewerten. Dafür war das Beherrschen mathematischer Konzepte, wie des Black-Scholes-Modells, erforderlich. Jimmy Cayne von Bear Stearns sagte über Epstein: „Aufgrund seines mathematischen Hintergrunds haben wir ihn in unsere Abteilung für Spezialprodukte aufgenommen, wo er unsere wohlhabenderen Kunden über die steuerlichen Auswirkungen ihrer Portfolios beriet. Er sollte bestimmte, steuerlich vorteilhafte Transaktionen empfehlen. Er ist ein sehr kluger Kerl und auch für das Unternehmen ein sehr wichtiger Kunde geworden.“ 1980 war er Limited Partner bei Bear Stearns, verließ die Firma aber ein Jahr später unter unklaren Umständen. Im selben Jahr gründete Epstein sein eigenes Unternehmen, die Intercontinental Assets Group Inc., deren Sitz in New York eingetragen wurde, das seine Kunden bei der Geltendmachung von Rückforderungsansprüchen gegen betrügerische Makler und Anwälte unterstützte.

### Towers Financial Corporation
Im Jahr 1987 stellte Steven Hoffenberg Epstein als Berater für die Towers Financial Corporation in Büroräumen in den Villard Houses in Manhattan ein und zahlte ihm dafür monatlich 25.000 US-Dollar.
Im Jahr 1993 implodierte die Towers Financial Corporation als eines der größten Ponzi-Systeme der US-Geschichte: Die Investoren verloren über 450 Millionen US-Dollar.
Laut Hoffenberg war Epstein eng in das System involviert. Er wurde allerdings nie dafür belangt, an dem massiven Betrug beteiligt gewesen zu sein, und hatte das Unternehmen vor dem Zusammenbruch verlassen. Ob er Gelder aus dem Towers-Ponzi-System für sich abzweigte, ist unbekannt.

### Vermögensverwalter
1982 gründete Epstein eine in New York ansässige Vermögensverwaltung, die J. Epstein & Co., nach eigenen Angaben spezialisiert auf Geldanlagen für Milliardäre.
Die Bedingungen der J. Epstein & Co. waren hoch: Er verlangte eine umfassende Vollmacht und übernahm somit die vollständige Kontrolle über das Kundenvermögen. Nach eigenen Angaben vereinte er als „Architekt“ die Rollen eines Immobilienmaklers, Buchhalters, Anwalts, Geldverwalters, Treuhänders und Vertrauten, um den Umbau der chaotisch gewachsenen Vermögensstrukturen seiner individuellen oder familiären Kunden neu zu gestalten. Dafür berechnete er eine jährliche Pauschalgebühr. Ausgehend von der konservativen Annahme, dass Epstein 0,5 % Gebühr verlangte, hätte er so bei den angeblich verwalteten Kundengeldern in Höhe von 15 Milliarden US-Dollar jährlich eine Verwaltungsgebühr von 75 Millionen US-Dollar verdient.
1986 lernte Epstein den Milliardär Leslie Wexner aus Columbus (Ohio) kennen. Beide wurden einander durch Risikomanager Robert Meister vorgestellt, den stellvertretenden Vorsitzenden von Aon. Zu Wexners Konzern zählen L Brands (vormals The Limited, Inc.) und mehrere Bekleidungsunternehmen, darunter die Dessousmarke Victoria’s Secret.
1987 wandelte er die J. Epstein & Co. in die nach den Gesetzen der US-amerikanischen Jungferninseln (USVI) organisierte Finanz Trust Co. um und verlegte deren Hauptsitz dorthin.
1991 und für die kommenden 16 Jahre gab Wexner Epstein umfassende Befugnisse über seine Finanzen, seine Philanthropie und sein Privatleben. Wexner ermächtigte ihn, in seinem Namen Geld zu leihen, seine Steuererklärungen zu unterzeichnen, Mitarbeiter einzustellen und Akquisitionen zu tätigen.
In den 1990er-Jahren, so berichtete im Jahr 2001 der Evening Standard aus London, verfügte Epstein über wichtige Einnahmequellen: „Er hat viele Millionen aus seinen Geschäftsbeziehungen zu Bill Gates, Donald Trump und dem Milliardär Leslie Wexner aus Ohio verdient, dessen Trust er leitet.“
1992 wurde Epstein in den Vorstand der Wexner Foundation aufgenommen. 1996 überließ Wexner ihm kostenlos seine Stadtvilla – ein Gebäude mit sieben Stockwerken und 2000 m² – im Wert von 77 Millionen Dollar. Wexner war bisher der einzige nachweisbare Kunde Epsteins.
2004 berichtete Epsteins Finanz Trust Co. über ein Vermögen von 563 Millionen US-Dollar bei einem Nettogewinn von 108 Millionen US-Dollar.
2006 erzielte Epsteins Trust 66 Millionen US-Dollar an Gebühreneinnahmen. Im selben Jahr, in dem er in Florida angeklagt wurde, transferierte er 117 Millionen US-Dollar von Finanz Trust Co. in eine Tochtergesellschaft.
2007, dem Jahr, in dem Wexner nach eigenen Angaben die Inanspruchnahme von Epsteins Dienstleistungen beendete, erzielte Epsteins Trust 4 Millionen US-Dollar an Gebühreneinnahmen.
Von 2008 bis 2011 sanken die jährlichen Gebühreneinnahmen des Trusts auf 100.000 US-Dollar.
2012 wies der Trust keine Einnahmen mehr aus. Er stellte bei der Wirtschaftsförderungsbehörde der US-Jungferninseln einen Feststellungsantrag, dass der Financial Trust Co. kein Geld mehr verwaltet, gleichwohl noch einen „finanziellen Arm“ unterhält. Durch diesen Schachzug unterlag der Trust nicht mehr dem 2010 unter Obama beschlossenen Dodd–Frank Act, wonach Vermögensverwalter von „nicht für den öffentlichen Vertrieb in den USA zugelassenen Anlagefonds“ unter die Aufsicht der US-Börsenaufsichtsbehörde (SEC) gestellt werden.

### Unternehmertum
2004 gründete Epstein mit Jean-Luc Brunel mit einer Investition von einer Million US-Dollar die Modelagentur MC2 und stellte Brunel und Agenturmodels Apartments in Manhattan zur Verfügung. Gegenüber dem Miami Herald sagte Maritza Vasquez, die ehemalige Buchhalterin für das MC2-Management, dass die Agentur Frauen in Miami und New York unterbringen würde, die aber keine wirklichen Models waren, sondern stattdessen zu Partys in Epsteins Villen in Palm Beach und New York gebracht wurden.
2012 gründete Epstein den Southern Trust Co. auf den US-Jungferninseln. Das Unternehmen bestand aus einer Handvoll Mitarbeitern, die einen DNA-Data-Mining-Dienst entwickeln sollten, um so die Veranlagung potentieller Kunden zu Krebs mithilfe mathematischer Algorithmen zu messen. Dadurch profitierte das Unternehmen auch von einem effektiven Steuersatz von 3,9 Prozent, der Unternehmen gewährt wurde, die sich bereit erklären, in eine Branche zu investieren, die das „Wohlergehen“ der Jungferninseln stärkt.
2013 wies Southern Trust Co. Einnahmen von 51 Millionen US-Dollar aus. Im selben Jahr wurde der Trust Eigentümer derjenigen Tochtergesellschaft, die im Jahr 2006 einen Finanztransfer über 117 Millionen US-Dollar von Epsteins Finanz Trust & Co. erhalten hatte.
2015 ging Epstein eine millionenschwere Partnerschaft mit dem ehemaligen israelischen Ministerpräsidenten Ehud Barak ein und investierte in das Startup Reporty Homeland Security (2018 in Carbyne umbenannt).
Die Wexner Foundation, eine von Epstein geleitete philanthropische Organisation, hatte Barak bereits 2004 2,3 Millionen US-Dollar zur Verfügung gestellt. Das Unternehmen ist mit der israelischen Rüstungsindustrie verbunden und wird von Barak geleitet, der Verteidigungsminister und Stabschef der Israelischen Verteidigungskräfte (IDF) war.
Epstein und Barak standen sich nahe, und Epstein gewährte ihm häufig Unterkunft in einem seiner Apartments in Manhattan.
2017 berichtete Epsteins Southern Trust Co. über ein Vermögen von 391 Millionen US-Dollar und für Reinvestitionen zur Verfügung stehende Gewinnrücklagen in Höhe von 175 Millionen US-Dollar. Bis 2019, sechs Jahren nach Gründung, hat Southern Trust Co. einen Gewinn von rund 300 Millionen US-Dollar erzielt.

### Bankbetreiber
2013 reichte Epstein über seine langjährige Steueranwältin Erika A. Keller auf den US-Jungferninseln (USVI) einen Banklizenzantrag für die Southern Country International (nicht zu verwechseln mit Epsteins Southern Trust Co.) ein. Die USVI hatten in diesem Jahr, orientiert an jahrzehntelanger Praxis in Puerto Rico, ein Gesetz über Bankunternehmen beschlossen, um so Investoren aus Übersee durch eine günstigere steuerliche Behandlung anzulocken. Durch die Gesetzgebung bedingt fehlten der Southern Country International viele der Aufsichtsanforderungen, denen Banken normalerweise unterliegen. Als Referenzen nannte Epstein in dem Antrag James Edward „Jes“ Staley, den Geschäftsführer von Barclays, sowie Andrew Farkas, einen New Yorker Immobilienmakler. Beide Männer bestritten, davon gewusst zu haben.
2014 wurde ihm die Lizenz zur Führung der Southern Country International als einer der ersten internationalen Bankgesellschaften der USVI, einer spezialisierten Bank, die nur mit Offshore-Kunden Geschäfte tätigen kann, erteilt. Die Lizenz wurde für jedes der fünf nächsten Jahre verlängert. Offenbar scheint Epsteins Bank kein Marketing betrieben oder viel Personal eingestellt zu haben.
2018 teilte Epsteins Steueranwältin der für Banken zuständigen Stelle der USVI mit, dass die Southern Country International ihre Geschäftstätigkeit nicht aufgenommen habe. Infolgedessen benötigte Epsteins Bank auch keine zusätzliche Aufsicht, so die Aufsichtsbehörde der USVI.
Zum 10. August 2019, Epsteins Todestag, verfügte die Southern Country International über ein Vermögen von 693.157 US-Dollar, wie aus Nachlassdokumenten hervorgeht. Mitte Dezember 2019 wurden von den Nachlassverwaltern Epsteins irrtümlich 15,5 Millionen US-Dollar dorthin überwiesen, von denen 2,6 Millionen zurück transferiert wurden. Zwei Wochen später belief sich das Vermögen der Southern Country International nur noch auf 499.759 US-Dollar; unklar ist, was mit dem restlichen Geld geschehen ist. Die Banklizenz wurde nach Angaben der Nachlassverwalter nicht über 2019 hinaus verlängert.

### Freunde in höheren Positionen
Zu Epsteins einflussreichen Freunden zählten unter anderem Prinz Andrew aus Großbritannien, Kronprinz Mohammed bin Salman al-Saud aus Saudi-Arabien sowie die US-Präsidenten Bill Clinton und Donald Trump.
Letzterer will laut eigener Aussage schon vor Jahren mit Epstein gebrochen und ihn von seinem Resort Mar-a-Lago in Florida verbannt haben. Vor den US-Wahlen 2016 wurde Trump unter Eid beschuldigt, 1994 in Epsteins New Yorker Stadthaus ein 13-jähriges Mädchen vergewaltigt zu haben. Eine entsprechende Klage wurde kurz darauf aber zurückgezogen, weil die Betroffene bedroht worden sei.
Clinton ließ im Juli 2019 eine Erklärung veröffentlichen, dass er nichts von den Sexualstraftaten gewusst und seit über zehn Jahren kein Wort mehr mit Epstein gewechselt habe. Flugprotokollen zufolge war Clinton bei 26 Reisen zu internationalen Zielen an Bord von Epsteins Boeing 727.
Weitere Bekannte Epsteins waren unter anderem Tom Barrack, George Stephanopoulos, Katie Couric, Woody Allen, Harvey Weinstein, Rupert Murdoch, Michael Bloomberg, Richard Branson, Michael Jackson, Alec Baldwin, Robert F. Kennedy Jr., der ehemalige israelische Premierminister Ehud Barak und der ehemalige britische Premierminister Tony Blair. Prinzessin Mette-Marit war mit ihm bekannt. Auch mit Microsoft-Gründer Bill Gates soll er in Kontakt gestanden haben.

### Mögliche Verbindungen zu Geheimdiensten
Epstein wurde gerüchteweise mit Geheimdiensten in Verbindung gebracht. Die US-amerikanischen Journalisten Dylan Howard, Melissa Cronin und James Robertson brachten Epstein in ihrem Buch Epstein: Dead Men Tell No Tales mit dem israelischen Mossad in Verbindung. Sie beriefen sich dabei zum größten Teil auf den ehemaligen israelischen Geheimdienstmitarbeiter Ari Ben-Menashe. Laut diesem sollen die Aktivitäten Epsteins als Spion dazu gedient haben, kompromittierendes Material über mächtige Personen zu sammeln, um diese damit erpressen zu können. Eine mögliche Verbindung zum Mossad besteht auch über Ghislaine Maxwell, deren Vater Robert Maxwell Kontakte zu diesem unterhalten haben soll.
Als US Attorney in Florida schloss der spätere US-Arbeitsminister Alexander Acosta 2008 einen Vergleich mit den Anwälten von Epstein (darunter Alan M. Dershowitz), welche diesem eine niedrige Haftstrafe ermöglichte. Acosta soll später angegeben haben, dass ihm gesagt worden sein soll, dass Epstein „zu den Geheimdiensten gehören würde“ und der Fall „über seiner Gehaltsklasse sei“.
Der ehemalige Diplomat und zwischenzeitliche CIA-Direktor William Joseph Burns traf sich dreimal mit Epstein. Laut einem Sprecher der CIA soll Burns sich von Epstein Hilfe beim „Übergang in die Privatwirtschaft“ erhofft haben.
Laut dem Dossier Center (einem russischen Oppositionsmedium mit Verbindungen zu Michail Chodorkowski) hatte Epstein Kontakt zum russischen Funktionär Sergei Belyakov, einem Absolventen der FSB-Akademie und Leiter des Sankt Petersburger Wirtschaftsforums. So beriet Epstein nach 2014 russische Regierungskreise bei der Umgehung westlicher Sanktionen gegen das Land. Außerdem wurden zahlreiche Mädchen seines Sexhändlerrings aus den postsowjetischen Ländern rekrutiert.
John Mark Dougan war der Deputy Sheriff des Palm Beach County (wo Epstein zuerst verhaftete wurde) bis zu seiner Entlassung 2009. Danach wurde er vom russischen Geheimdiensten rekrutiert und betätigte sich als Verbreiter von Missinformationen im Auftrag der russischen Regierung. Gegenüber der britischen Sun gab Dougan an sich im Besitz von Epsteins Sexvideos zu befinden, die er angeblich kopiert und an Russland übergeben haben soll.

### Erste Verdachtsfälle wegen sexuellen Missbrauchs
Im Sommer 1996 sollen Epstein und Ghislaine Maxwell die Schwestern Annie (damals fünfzehnjährig) und Maria Farmer vergewaltigt haben. Bereits damals brachten die Opfer die Vorfälle bei der Polizei und beim FBI zur Anzeige und versuchten, sie zu Ermittlungen gegen Epstein und Maxwell zu bewegen. Die Schwestern hatten keinen Erfolg.
Im Mai 1997 zeigte die Schauspielerin Alicia Arden Epstein an, nachdem er sich als Rekrutierer für Victoria’s Secret ausgegeben und sich ihr sexuell genähert habe. Auch sie hatte keinen Erfolg und die Polizei verfolgte ihre Anzeige nicht weiter.

### Anklage und Verurteilung als Sexualstraftäter
Im März 2005 erstatteten in Florida die Eltern eines vierzehnjährigen Mädchens Anzeige, weil Epstein in seiner Villa in Palm Beach sexuelle Gewalt gegen sie angewendet habe. Dies führte zu einer rund dreizehnmonatigen Ermittlung, in deren Verlauf sich über 50 mutmaßliche Opfer bei der Polizei meldeten. Bei einer Durchsuchung von Epsteins Villa wurden zahlreiche Fotografien von minderjährigen Mädchen gefunden.
Er hatte sich im August 2006 zunächst in nur einem Fall – er soll eine Minderjährige zur Prostitution gezwungen haben – vor einer Grand Jury im Palm Beach County zu verantworten; er bekannte sich nicht schuldig. Bereits im Monat zuvor war das FBI eingeschaltet worden und hatte Ermittlungen gegen Epstein aufgenommen; die Ergebnisse wurden in einem 53-seitigen Bericht festgehalten.
Um einem Verfahren vor einem Bundesgericht wegen sexueller Gewalt an Minderjährigen und einer somit drohenden lebenslangen Freiheitsstrafe zu entgehen, bot Epstein der von U.S.-Attorney Alexander Acosta geleiteten Staatsanwaltschaft in Miami eine außergerichtliche Einigung an, der die Staatsanwaltschaft zustimmte. Epstein hatte sich in einem Fall der erzwungenen Prostitution einer Minderjährigen schuldig zu bekennen, obwohl rechtlich Vergewaltigung einer Minderjährigen vorlag. Durch die Einigung mit Acosta wurden die Anklagen wegen Menschenhandels zum Zweck der sexuellen Ausbeutung auf Bundesebene aufgehoben. Außerdem beendete die Vereinbarung die FBI-Ermittlungen, die möglicherweise noch mehr Opfer aufgedeckt hätten. Epstein erhielt eine 18-monatige Haftstrafe unter milden Bedingungen: So hatte er täglich bis zu zwölf Stunden Freigang, um in sein Büro zu gehen.
Bereits nach 13 Monaten wurde er wegen guter Führung aus der Haft entlassen.
Epstein geriet nach der Haftentlassung erneut wegen ähnlicher Vergehen ins Visier von Justiz und Polizei. Inoffiziell wurde sein Privatjet als The Lolita Express und seine Privatinsel Little Saint James in der Karibik als Orgy Island („Orgien-Insel“) bezeichnet. Einige Empfänger seiner Spenden, darunter das Palm Beach Police Department, zahlten die Gelder zurück.

### Mutmaßliche Videoaufzeichnungen
Epstein soll versteckte Kameras an zahlreichen Stellen auf seinen Grundstücken und in seinen Häusern angebracht haben, angeblich um sexuelle Aktivitäten prominenter Personen mit minderjährigen Mädchen aufzuzeichnen, um die Prominenten dann erpressen zu können und außerdem eine „Versicherungspolice“ zu haben. Als die Polizei 2006 seine Residenz in Palm Beach durchsuchte, wurden zwei versteckte Kameras in seinem Haus entdeckt, die laut CBS als tiny pinhole cameras bezeichnet wurden. Es wurde auch berichtet, dass Epsteins Villa in New York mit einem Videoüberwachungssystem umfassend verkabelt war. Die Künstlerin Maria Farmer, die Epstein beschuldigte, sie missbraucht zu haben, beschrieb einen Medienraum, in dem Personen die Kameras im ganzen Haus überwachen würden. Der Medienraum sei durch eine versteckte Tür zugänglich gewesen.

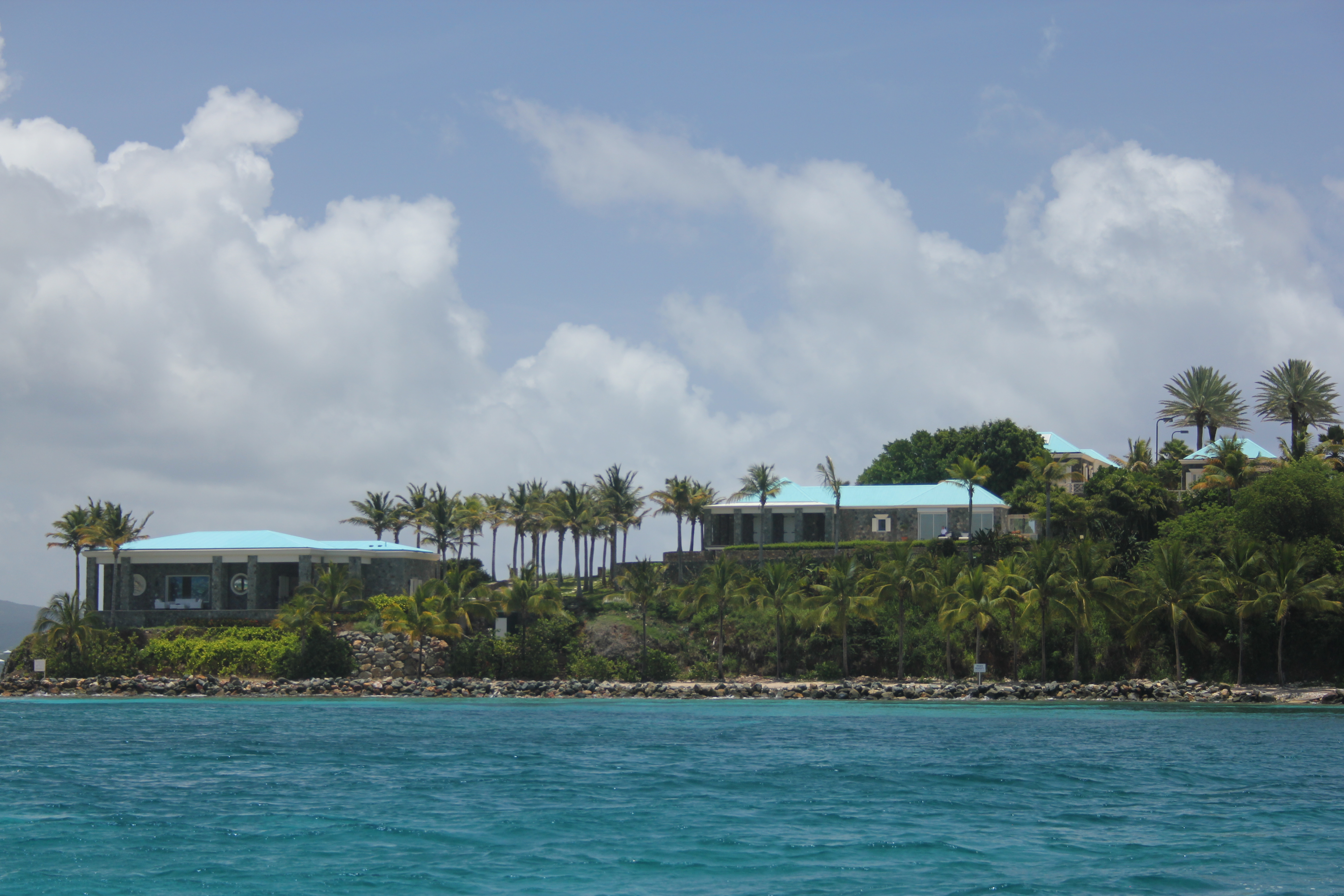
Epstein-Privatinsel Little Saint James

### Erneute Verhaftung und Tod in Untersuchungshaft
Bei der Rückkehr von einem Aufenthalt in Paris in die Vereinigten Staaten mit seinem Privatjet wurde Epstein am 6. Juli 2019 am Flughafen Teterboro verhaftet und ins Metropolitan Correctional Center in Manhattan gebracht. Die New Yorker Staatsanwaltschaft hatte – auch aufgrund von Enthüllungen des Miami Herald – neue Vorwürfe gegen Epstein vorgebracht. Laut Anklage soll er zwischen 2002 und 2005 in New York und Florida einen Ring zur sexuellen Ausbeutung von Kindern und Jugendlichen betrieben haben. Demnach soll er gemeinsam mit Ghislaine Maxwell hunderten minderjährigen Mädchen sexuelle Gewalt angetan und sie zur Prostitution verleitet sowie Menschenhandel zur sexuellen Ausbeutung betrieben haben. Der Prozessauftakt wurde auf Anfang Juni 2020 festgelegt. Am 12. Juli 2019 gab Arbeitsminister Acosta wegen seiner Rolle bei dem Deal von 2007 seinen Rücktritt bekannt.
Am 10. August 2019 wurde Epstein in seiner Zelle nicht ansprechbar aufgefunden; im Krankenhaus wurde wenig später sein Tod festgestellt. Er wurde 66 Jahre alt. Bereits am 23. Juli 2019 war er in seiner Zelle bewusstlos mit Verletzungen am Hals aufgefunden worden, stand deshalb unter ständiger Beobachtung und durfte zunächst nicht allein gelassen werden. Diese Auflage war aber auf Verlangen seiner Anwälte aufgehoben worden. Am 9. August 2019 war Epsteins Zellengenosse verlegt worden, so dass er allein in seiner Zelle verblieb.
Epsteins Tod löste einen Justizskandal aus. Das FBI nahm die Ermittlungen zu den Todesumständen auf. Justizminister William Barr sprach von einem „offensichtlichen Suizid“ und gab „ernsthafte Unregelmäßigkeiten“ bei der Überwachung Epsteins zu. Er leitete interne Ermittlungen im Ministerium in die Wege. In der Folge wurden zwei Gefängniswärter beurlaubt, die während ihrer Wache geschlafen und anschließend ihre Berichte gefälscht hatten, um ihr Versäumnis zu verschleiern, und der Direktor der Haftanstalt wurde vorübergehend versetzt. Die New Yorker Gerichtsmedizinerin Barbara Sampson gab nach Überprüfung der Ermittlungsergebnisse als offizielles Obduktionsergebnis Suizid durch Erhängen bekannt. Epsteins Anwälte kritisierten diese Schlussfolgerung und der von Epsteins Bruder Mark beauftragte Pathologe Michael Baden, früherer Chef-Gerichtsmediziner der Stadt New York, erklärte in einem Gutachten, Epsteins Verletzungen wie beispielsweise ein gebrochenes Zungenbein deuteten eher auf eine fremdverschuldete Strangulation als auf Suizid hin.
Sampson widersprach Baden scharf. Es wurde darauf hingewiesen, dass insbesondere bei älteren Personen gebrochene Zungenbeine bei einem Suizid durch Erhängen nicht ungewöhnlich sind.
Das FBI durchsuchte am 12. August 2019 Epsteins Anwesen auf seiner Privatinsel Little Saint James. Am 19. August 2019 berichtete die New York Post, dass Epstein zwei Tage vor seinem Tod ein Testament aufgesetzt und darin sein Vermögen dem Treuhandfonds The 1953 Trust übertragen habe – eine Methode, die Identität der Begünstigten geheim zu halten. Das Dokument bezifferte Epsteins Vermögen auf rund 578 Millionen US-Dollar. Die Todesumstände riefen Hypothesen hervor, nach denen Epstein sich nicht selbst getötet haben soll.
Die New York Times wertete 2000 bislang unbekannte Dokumente aus und zeichnete in einem im November 2021 erschienenen Bericht die letzten 36 Tage von Epstein nach. Darin kamen sie zum Ergebnis, dass Epstein ein Manipulator war, der das Gefängnispersonal und alle Experten täuschte, dass er nicht vorhabe, sich umzubringen. Nur weil er seine Rolle so perfekt spielte, sei es zu den entscheidenden Fehlern und Überwachungslücken gekommen, die ihm den Suizid ermöglichten. Auch soll er bereits vier Wochen vor dem Tod einen Suizidversuch unternommen haben. Eine Untersuchungskommission des Justizministeriums kam im Juni 2023 zu dem Ergebnis, dass der Suizid auf „eine Kombination von Nachlässigkeit, Fehlverhalten und komplettem Versagen am Arbeitsplatz“, zurückzuführen sei. Inzwischen wurde das Gefängnis geschlossen. Der Bericht bestätigte frühere Untersuchungen, dass es sich um einen Tod ohne Fremdeinwirkung gehandelt habe.

### Privates
In den 1980er-Jahren lernte Epstein in New York die Schwedin Eva Andersson kennen, eine angehende Fachärztin, die als Model für die Agentur Ford Models gearbeitet hatte und 1980 Miss Schweden geworden war. Nach elf Jahren trennte sich das Paar. Andersson heiratete den amerikanischen Milliardär Glenn Russell Dubin, während Epstein die Beziehung mit der britisch-französischen Erbin Ghislaine Maxwell begann. Eva Andersson-Dubin gehörte aber weiterhin zum Freundeskreis Epsteins und nahm häufig an seinen Treffen mit Prominenten teil, so auch 2011, als sie mit ihrer Tochter einen Abend mit Bill Gates bei Epstein verbrachte. Auch Dubin wird zum Bekanntenkreis Epsteins gerechnet und soll nach Aussage von Opfern in Skandale verwickelt sein. Zeitweilig soll Epstein vorgehabt haben, der Tochter von Eva Andersson und Glenn Russell Dubin durch eine Scheinheirat sein Vermögen zu übertragen.

### Sonstiges
Epstein war Mitglied in der Trilateralen Kommission, im Council on Foreign Relations und im Institute of International Education. Ab dem Jahr 2000 betrieb er die steuerbegünstigte Jeffrey Epstein VI Foundation, die 2003 mehrere Millionen US-Dollar an die private Harvard-Universität spendete.
Epstein war lange Zeit der größte Spender der Edge Foundation; einer von John Brockman gegründeten Stiftung, die neben illustren Gesprächskreisen unter anderem eine Website betrieb, auf der Wissenschaftler zu zentralen Fragen von Forschung und Technik Stellung nehmen konnten. Bei einem Treffen im Jahr 2011 waren neben Epstein selbst auch Jeff Bezos, Elon Musk, Sergey Brin, Salar Kamangar (Youtube), Craig Mundie (Microsoft) zugegen.

## Letzte Ruhestätte
Nach der Autopsie wurde Epsteins Leichnam einer Person übergeben, die später als sein Bruder Mark identifiziert wurde. Epsteins sterbliche Überreste wurden in einer unmarkierten Gruft neben seinen Eltern auf dem I.J. Morris Star of David Cemetery in Palm Beach, Florida beigesetzt. Auch die Namen seiner Eltern wurden entfernt, um Vandalismus zu verhindern.

## Vermögen

### Eigene Vermögensangabe 2008
Als sich Epstein 2008 schuldig bekannte, Prostituierte angeworben und beschafft zu haben, gaben seine Anwälte an, er sei ein Milliardär mit einem Vermögen von über einer Milliarde US-Dollar. Eine Reihe von Quellen haben jedoch das Ausmaß von Epsteins Reichtum und seinen Status als Milliardär in Frage gestellt.

### Vermögensportfolio zum Zeitpunkt des Todes
Unmittelbar nach Epsteins Tod wurde sein Vermögensportfolio in Höhe von 577.672.654 US-Dollar im Zuge der Testamentsvollstreckung veröffentlicht.
Er war demzufolge also Multimillionär, auch wenn er in den internationalen Medien häufig als Milliardär bezeichnet wurde.
Es gab Spekulationen darüber, ob möglicherweise weiteres unentdecktes Vermögen existiert.
| Art des Vermögens | Vermögenswert in US-Dollar |
| --- | -------------------------- |
| Kasse | 56.547.773                 |
| Festverzinsliche Anlagen | 14.304.679                 |
| Aktien | 112.679.138                |
| Luftfahrzeuge, Automobile und Boote | 18.551.700                 |
| Kunstgegenstände, Antiquitäten, Sammlerstücke, Wertsachen und anderes persönliches Eigentum                                                       | Bewertung ausstehend       |
| Hedgefonds & Private-Equity-Anlagen | 194.986.301                |
| 10.000 Aktien von Maple Inc., einem Unternehmen der US-amerikanischen Jungferninseln, das das Eigentum an seinem Stadthaus in New York besitzt    | 55.931.000                 |
| 10.000 Aktien von Cypress Inc., einer US-amerikanischen Jungferninseln-Gesellschaft, die das Eigentum an seiner Zorro Ranch in New Mexico besitzt | 17.246.208                 |
| 10.000 Aktien von Laurel Inc., einer US-amerikanischen Jungferninseln-Gesellschaft, die das Eigentum an seiner Villa in Florida besitzt           | 12.380.209                 |
| 999 Aktien von SCI JEP, einem französischen Unternehmen, das das Eigentum an seinem Apartment in Frankreich besitzt                               | 8.672.823                  |
| 10.000 Aktien von Poplar Inc., einer US-amerikanischen Virgin Islands Corporation, die das Eigentum an Great St. James Island besitzt             | 22.498.600                 |
| 10.000 Aktien von Nautilus Inc., einer US-amerikanischen Virgin Islands Corporation, die das Eigentum an Little St. James Island besitzt          | 63.874.223                 |

### The 1953 Trust
Zwei Tage vor seinem Tod hat Epstein ein Testament unterschrieben. Epsteins letzter Wille war, seine Vermögenswerte im Todesfall in einen Treuhandfonds namens The 1953 Trust zu überführen. Somit wurden sie niemandem persönlich überlassen. Für welche Zwecke der Fonds seine Mittel und Vermögenswerte einsetzen soll, ist nicht bekannt. Einem Bericht der New York Times zufolge soll jedoch seine letzte Freundin die Belarussin Karyna Shuliak (* ca. 1989), mit der Epstein sich ein Büro auf der Insel St. Thomas teilte, eine der Hauptbegünstigten sein. Die Zahnärztin war die letzte Person, mit der Epstein vor seinem Suizid telefonierte.

#### Treuhänder des Fonds
The 1953 Trust wird von Epsteins ehemaligem Anwalt sowie seinem Buchhalter, Darren Indyke und Richard Kahn geführt. Ein dritter Mann, Boris Nikolic, wird als Stellvertreter aufgeführt. Die Treuhänder erhalten pauschal 250.000 US-Dollar pro Jahr für ihre Arbeit und zusätzlich die angemessenen Kosten im Zusammenhang mit der Aufgabenerledigung.
Anfang 2021 wurden Indyke und Kahn von der Staatsanwaltschaft der
Amerikanischen Jungferninseln der aktiven Mittäterschaft an Epsteins pädophilen Operationen beschuldigt und angeklagt, da sie diese als „Kapitäne“ der daran beteiligten Firmen in rechtlicher und buchhalterischer Hinsicht umgesetzt haben.
Mitte 2022 wurden Indyke und Kahn von der Generalstaatsanwaltschaft der Jungferninseln formell beschuldigt, rund 13 Millionen US-Dollar aus Epsteins Nachlass veruntreut zu haben. Der Klageschrift nach wurde das Geld von den beiden im April 2020 zunächst an einen von Epstein im Jahr 2013 gegründeten Fonds überwiesen, den Butterfly Trust. Wenige Monate später wurde es von dort an drei neu gegründete Unternehmen überwiesen, die Indyke und Kahn als Begünstigte aufführen.

#### Berichterstattung des Fonds
Die Treuhänder berichteten in ihrem ersten Quartalsbericht, eingereicht beim Superior Court der Jungferninseln, dass Epsteins Nachlass zum Stand 31. Dezember 2019 auf den Wert von rund 635 Millionen US-Dollar angestiegen ist und durch Kontoliquidationen, Verkauf von Vermögenswerten (zwei Luxusautos) und Rückerstattungen eine Mehrung des Kassenbestands um rund 1 Million US-Dollar erzielt wurde.
Ende 2020 wurde eines von drei Flugzeugen in Epsteins Besitz, ein Gulfstream-Jet, für 10 Millionen US-Dollar verkauft. Einige Monate zuvor erzielte der Verkauf seines Sikorsky-Hubschraubers einen Umsatz von 1,5 Millionen US-Dollar.
Im Quartalsbericht zum Stand 31. Dezember 2021 betrug das Fondsvermögen 185 Millionen US-Dollar. Seit Gründung wurden 180 Millionen US-Dollar an Steuerausgaben verbucht, zum größten Teil Nachlasssteuern in Folge von Epsteins Tod. Weitere 121 Millionen US-Dollar wurden für Entschädigungen im Rahmen des Epstein Victims’ Compensation Program aufgewendet. Rechtskosten entstanden dem Fonds seit 2019 in Höhe von 30 Millionen US-Dollar. Zudem mussten Millionen in die Instandhaltung der Immobilienbestände investiert werden. Routineausgaben im Berichtszeitraum waren z. B. 15.000 US-Dollar pro Monat für die temperaturkontrollierte Lagerung von Epsteins Kunstsammlung, oder etwa 390 US-Dollar pro Monat für Telefondienste. Demgegenüber konnte der Fonds seit Bestehen einen Zufluss von 66 Millionen US-Dollar an liquiden Mitteln durch den Verkauf von Epsteins ehemaligen Häusern in Manhattan und Palm Beach, Florida erwirtschaften. Die Hälfte seiner Beteiligung an einem Yachtclub auf St. Thomas wurde August 2021 für 4,6 Millionen US-Dollar abgestoßen. Geringe Einnahmen von z. B. 985 US-Dollar entstanden aus dem Verkauf von Einrichtungsgegenständen aus Epsteins Inselhaus.
Im Quartalsbericht zum Stand 30. Juni 2022 betrug das Fondsvermögen noch 149,54 Millionen US-Dollar, wovon fast 22 Millionen US-Dollar Barmittel waren. Im Berichtszeitraum entstanden Ausgaben von 8,4 Millionen US-Dollar zur Beilegung von Ansprüchen der Opfer außerhalb des Epstein Victims’ Compensation Program.

#### Ansprüche gegen den Fonds
Die Generalstaatsanwältin der amerikanischen Jungferninseln, Denise George, sieht wegen Epsteins Aktivitäten den Ruf der Jungferninseln beschädigt. George forderte in einer Klage die Beschlagnahme der beiden Inseln und die Auflösung zahlreicher Briefkastenfirmen auf den Jungferninseln, die als Scheinfirmen für die Abwicklung des Menschenhandels von Epstein gedient haben sollen. Laut New York Times handelt es sich dabei um die erste Zivilklage einer Behörde gegen Epsteins Nachlass. Laut Georges Anklage habe Epstein Mädchen per Schiff oder Flug auf die Insel Little Saint James gebracht und eine Datenbank über die Bewegung und Verfügbarkeit von weiblichen Personen angelegt. Die vor dem Tod Epsteins von der US-Justiz gegen ihn erhobene Anklage – Vergewaltigung und sexuelle Gewalt an Frauen und minderjährigen Mädchen in New York und Florida – hatte sich nur auf den Zeitraum 2002 bis 2005 bezogen.
Damit weitet die zweite Klage die Dimension der Epstein vorgeworfenen Straftaten erheblich aus. Epstein und seine Anwälte hatten die bis zum Tod des Beschuldigten eingebrachten Vorwürfe bestritten. In der neuen Anklage hieß es nun, Epstein habe auf seiner Insel Little Saint James Dutzende minderjährige Mädchen vergewaltigt und gefangen gehalten. Im November 2022 einigten sich Epsteins Nachlassverwalter und die Generalstaatsanwaltschaft der Amerikanischen Jungferninseln auf einen Vergleich über 105 Millionen US-Dollar. Dieser beendet auch das Eigentum von Epsteins Nachlass an Grundstücken auf den US-amerikanischen Jungferninseln, da die beiden Inseln an Dritte verkauft werden müssen.
Zahlreiche private Entschädigungsklagen von Opfern wurden bei Gericht anhängig. Im Artikel der NYT vom 15. Januar 2020 wurde die Anzahl der Entführten und sexueller Gewalt ausgesetzter Kinder und Jugendlicher mit „Hunderte“ angegeben. Die jüngsten Opfer sollen elf Jahre alt gewesen sein.
Im März 2020 reichte Ghislaine Maxwell bei einem Gericht auf den Amerikanischen Jungferninseln eine Klage auf Erstattung von laufenden Kosten für Sicherheitsdienste und Gerichtsverfahren gegen den Fonds ein, da Epstein ihr 2004 versichert habe, sie immer finanziell zu unterstützen.
Gegenstand der Klage ist auch eine Aussage von Darren Indyke, einer der Treuhänder des Fonds, der ihr nach Epsteins Tod noch einmal versicherte, dass sie das Geld bekommen werde.
Von Juni 2020 bis März 2021 nahm das Epstein Victims’ Compensation Program (siehe unten) Ansprüche von ehemaligen Epstein-Opfern an; die finanziellen Entschädigungen wurden aus dem Treuhandvermögen bezahlt.

### Verdächtige Finanztransaktionen zu Lebzeiten
Mitte 2020 wurde die Deutsche Bank im Zusammenhang mit ihrer Geschäftsbeziehung zu Epstein vom Department of Financial Service des US-Bundesstaates New York zu einer Geldstrafe in Höhe von 150 Millionen US-Dollar verurteilt. Die Bank hatte es demnach, wohlwissend um Epsteins kriminellen Hintergrund, entgegen den Compliance-Maßnahmen versäumt, „verdächtige Transaktionen“ sowie „regelmäßige verdächtige Bargeldabhebungen“ zu identifizieren und zu verhindern.
Im Oktober 2020 berichtete zuerst die New York Times, dass Leon Black, Vorsitzender der Apollo Global Management, zwischen 2012 und 2017 mindestens 50 Millionen US-Dollar an Epstein überwiesen habe. Einige Überweisungen waren dabei so ungewöhnlich, dass sie von der Abteilung für Finanzkriminalität der Deutschen Bank, Epsteins Hausbank zu dieser Zeit, überprüft wurden. Zwar gab Black zu, Epstein jährlich Millionen bezahlt zu haben, betonte jedoch, dass niemand, einschließlich der New York Times, behauptet, er habe sich an Fehl- oder unangemessenem Verhalten beteiligt. Apollo beauftragte die Anwaltskanzlei Dechert mit einer Prüfung der Beziehung zwischen Black und Epstein. Laut einer erweiterten Prüfung hat Black von 2012 bis 2018 insgesamt 158 Millionen US-Dollar an Epstein für Steuer- und Nachlassplanungsberatung bezahlt – was weit über dem liegt, was diese Dienstleistungen normalerweise wert sind.

## Gerichtsverfahren
Im März 2005 kontaktierte eine Frau die Polizei von Palm Beach in Florida und behauptete, dass ihre 14-jährige Stieftochter von einer älteren Jugendlichen in Epsteins Villa gebracht worden sei. Während sie dort war, erhielt sie angeblich 300 US-Dollar (das entspricht 450 US-Dollar im Jahr 2022), um Epstein auszuziehen und zu massieren. Sie hatte sich angeblich ausgezogen, verließ die Begegnung jedoch in Unterwäsche. Die Polizei von Palm Beach führte dreizehn Monate lang verdeckte Ermittlungen gegen Epstein, einschließlich einer Durchsuchung seines Hauses. Während der Ermittlungen warf Michael Reiter, Polizeichef von Palm Beach, dem Staatsanwalt von Palm Beach County, Barry Krischer, öffentlich vor, zu nachsichtig zu sein, und bat das FBI um Hilfe.
Daraufhin schaltete sich das FBI ein. Anschließend behauptete die Polizei, Epstein habe mehrere Mädchen dafür bezahlt, sexuelle Handlungen mit ihm vorzunehmen. Die Polizei vernahm fünf mutmaßliche Opfer und siebzehn Zeugen unter Eid. Die Polizei fand ein Schulzeugnis und andere Beweise in Epsteins Müll und Haus. Diese Gegenstände zeigten angeblich, dass einige der beteiligten Mädchen unter 18 Jahre alt waren, das jüngste Mädchen war 14 Jahre alt, viele Mädchen waren unter 16 Jahren. Bei der polizeilichen Durchsuchung von Epsteins Haus wurden zwei versteckte Kameras und zahlreiche Fotos von Mädchen im ganzen Haus gefunden, von denen die Polizei einige im Laufe ihrer Ermittlungen befragt hatte. Adriana Ross, ein ehemaliges Model aus Polen, die Epsteins-Assistentin wurde, entfernte Berichten zufolge Computerlaufwerke und andere elektronische Geräte aus Epsteins Villa in Florida, bevor die Polizei von Palm Beach das Haus im Rahmen ihrer Ermittlungen durchsuchte. Aus den Gerichtsunterlagen geht hervor, dass bei einer Durchsuchung von Epsteins Wohnung ein Polizeidetektiv  im Jahr 2005 eine belastende Amazon-Quittung mit Büchern über S&M entdeckte. Die von ihm bestellten Bücher tragen die Titel: SM 101: Eine realistische Einführung, SlaveCraft: Roadmaps für erotische Sklaverei – Prinzipien, Fähigkeiten und Werkzeuge und Training mit Miss Abernathy: Ein Arbeitsbuch für erotische Sklaven und ihre Besitzer.
Ein ehemaliger Mitarbeiter sagte der Polizei, dass Epstein dreimal pro Tag Massagen erhalten würde. Das FBI erstellte Berichte über 34 bestätigte minderjährige Opfer, die für eine Befragung in Frage kamen (in der Vereinbarung zur Nichtverfolgung wurde es auf vierzig minderjährige Opfer erhöht). Die Berichte enthielten bestätigende Details zu den Vorwürfen des sexuellen Missbrauchs durch Epstein. Julie Browns Enthüllungen im Miami Herald aus dem Jahr 2018 identifizierten achtzig Opfer und lokalisierten etwa sechzig von ihnen. Sie zitiert den damaligen Polizeichef Reiter mit den Worten: "This was 50-something 'shes' and one 'he'—and the 'shes' all basically told the same story." (Das waren 50 Frauen und ein Mann - und die Frauen erzählten im Grunde alle die gleiche Geschichte). Zu den Einzelheiten der Ermittlungen gehörten Vorwürfe, dass es sich um 12-jährige Drillinge handelte, die zu Epsteins Geburtstag aus Frankreich eingeflogen und am nächsten Tag zurückgeflogen wurden, nachdem sie vom Finanzier sexuell missbraucht wurden. Es wurde auch noch behauptet, dass junge Mädchen aus Brasilien und anderen südamerikanischen Ländern, ehemaligen Sowjetländern und Europa rekrutiert wurden und dass Jean-Luc Brunels Modelagentur "MC2" auch Mädchen an Epstein lieferte.
Im Mai 2006 reichte die Polizei von Palm Beach eine eidesstattliche Erklärung wegen wahrscheinlicher Ursache ein, in der sie besagte, dass Epstein in vier Fällen wegen ungesetzlichen Geschlechtsverkehrs mit Minderjährigen und in einem Fall wegen sexuellen Missbrauchs angeklagt werden sollte. Am 27. Juli 2006 wurde Epstein von der Polizei von Palm Beach unter dem Vorwurf eines Staatsverbrechens verhaftet, weil er eine Minderjährige für die Prostitution angeworben und eine Prostituierte rekrutiert haben sollte. Er wurde im Gefängnis von Palm Beach County eingewiesen und später gegen eine Kaution von 3.000 US-Dollar freigelassen. Staatsanwalt Krischer berief später eine Grand Jury aus Palm Beach County ein, was normalerweise nur in Kapitalfällen der Fall war. Nachdem die Grand Jury nur Beweise von zwei Opfern vorgelegt hatte, gab sie eine einzige Anklage wegen krimineller Aufforderung zur Prostitution zurück, zu der sich Epstein im August 2006 als nicht schuldig bekannte. Zu Epsteins Verteidigern gehörten Roy Black, Gerald Lefcourt, Professor an der Harvard Law School Alan Dershowitz und der ehemalige US-Generalstaatsanwalt Ken Starr. Auch der Linguist Steven Pinker half.

## Einrichtung und Arbeit des Opferentschädigungsfonds
Das Epstein Victims’ Compensation Program wurde von anerkannten Schadenverwaltungsexperten unter Einbeziehung von Anwälten der Opfer, des Generalstaatsanwalts der Jungferninseln, der Epstein Nachlassverwalter und anderer interessierter Parteien entworfen. Seit dem 25. Juni 2020 akzeptiert das Entschädigungsprogramm für Epstein-Opfer Ansprüche im Zusammenhang mit dem sexuellen Missbrauch von Opfern durch Jeffrey Epstein. Die Ansprüche auf Entschädigung mussten bis zum 8. Februar 2021 dort registriert und spätestens bis zum 25. März 2021 schriftlich eingereicht werden.
Anfang Februar 2021 wurde wegen Geldmangels die Auszahlung von Ansprüchen an Epsteins Opfer ausgesetzt. Bis dahin waren nach eigenen Angaben mehr als 150 Anträge eingegangen und mehr als 50 Millionen Dollar an Betroffene ausgezahlt worden. Im März 2021 wurde Epsteins New Yorker Haus für 51 Millionen Dollar verkauft. Das Geld wird für die Auszahlung von Ansprüchen verwendet.
Das Schadenabwicklungsverfahren soll eine effiziente und faire Lösung von Ansprüchen ermöglichen. Nur wenn die Person mit der angebotenen Entschädigung zufrieden ist, erklärt sie sich damit einverstanden, auf ihr Recht zu verzichten, gegen den Epstein-Nachlass und damit verwandte Unternehmen sowie gegen Einzelpersonen zu klagen. Der Schutz der Privatsphäre des Antragstellers wird gewährleistet. Die Nachlassverwalter von Epstein zahlen alle berechtigten Ansprüche auf der Grundlage der Entscheidung der Verantwortlichen des Epstein Victims’ Compensation Program.

## Verfahren gegen potenzielle Mittäter und Nutznießer
Im Jahr 2007, dem Jahr, in welchem Epstein zum ersten Mal wegen Aufforderung zur Prostitution von Minderjährigen verurteilt wurde, gelang es ihm gleichfalls, einen – sich später zum Skandal entwickelnden – Plädoyervertrag mit der US-Regierung auszuhandeln. Darin stimmten die Vereinigten Staaten zu, „keine strafrechtlichen Anklagen gegen potenzielle Mitverschwörer von Epstein zu erheben“.
Am 2. Juli 2020 wurde Ghislaine Maxwell in New Hampshire festgenommen. Laut Staatsanwaltschaft wurde ihr unter anderem vorgeworfen, für Epstein minderjährige Mädchen zu Reisen für illegale sexuelle Handlungen angestiftet und sie mit der Absicht krimineller sexueller Handlungen transportiert zu haben. Maxwells Antrag, ihre Anklage aufgrund der von Epstein 2007 ausgehandelten Nicht-Strafverfolgungsvereinbarung abzuweisen, wurde abgelehnt. Sie wurde am 29. Dezember 2021 in fünf von sechs Anklagepunkten schuldig gesprochen. Am 28. Juni 2022 wurde das Strafmaß, 20 Jahre Freiheitsstrafe und eine Geldstrafe von 750.000 US-Dollar, verkündet.
Am 16. Dezember 2020 wurde Jean-Luc Brunel in Paris festgenommen. Ihm wurde die Vergewaltigung von sowie der Menschenhandel mit minderjährigen Mädchen vorgeworfen. Laut Pariser Staatsanwaltschaft war die Festnahme Teil einer Untersuchung, die am 23. August 2019 eingeleitet wurde und sich auf mögliche „sexuelle Ereignisse konzentriert, von denen angenommen wird, dass sie von Jeffrey Epstein und anderen Komplizen begangen wurden“. Brunel gründete die Modelagentur MC2 Model Management mit finanzieller Unterstützung von Epstein.
Am 19. Februar 2022, nach über einem Jahr in Untersuchungshaft, wurde Brunel tot in seiner Zelle aufgefunden. Demnach entzog sich Brunel der Strafverfolgung durch Suizid in seiner Gefängniszelle.
Am 9. Februar 2021 verschärfte die Staatsanwaltschaft der Amerikanischen Jungferninseln ihre schon ein Jahr zuvor erhobenen Vorwürfe gegen den Nachlass von Epstein und beschuldigte nun in einer Zivilklage auch seine Nachlassverwalter Darren K. Indyke und Richard D. Kahn. Beide wurden als „unverzichtbare Kapitäne“ von mehreren auf den Jungferninseln registrierten Briefkastenfirmen bezeichnet. Deren Geschäftstätigkeit war laut Gerichtsakten darauf ausgerichtet, systematisch minderjährige und erwachsene Frauen in Epsteins Umfeld zu locken, mit dem Versprechen, ihnen und ihren Familien zu helfen, für das Schulgeld, die Gesundheitsversorgung oder andere finanzielle Bedürfnisse aufzukommen.
Auf Little Saint James wurden die Frauen und Kinder sexuell angegriffen, vergewaltigt und dort gefangen gehalten. Indyke und Kahn hatten der neuen Anklage nach „direkte Beteiligung an praktisch allen Geschäftsvorgängen und finanziellen Aktivitäten“ des hinter diesen Verbrechen stehenden Firmengeflechts. Sie koordinierten die „Epstein Enterprise“, wofür sie reich entlohnt wurden. Der Anklageschrift nach waren die beiden auch in von Epstein erzwungene Scheinehen zum Zweck des sexuellen Missbrauchs involviert, da sie die damit verbundene rechtliche und buchhalterische Arbeit durchgeführt haben. Ende November 2022 wurde das Verfahren als Teil eines Vergleichs über 105 Millionen US-Dollar gegen Epsteins Nachlass eingestellt.
Im Jahr 2019 wurde Prinz Andrew von der New Yorker Staatsanwaltschaft vergeblich um Zusammenarbeit bei der Aufklärung des Missbrauchsskandals im Fall Epstein gebeten.
Am 9. August 2021 wurde Andrew von Virginia Roberts Giuffre verklagt, die behauptete, er habe sie in der Villa von Jeffrey Epstein in Manhattan und an anderen Orten sexuell missbraucht. Zum Zeitpunkt der genannten Vorgänge war sie noch nicht volljährig. Andrew stritt sexuelle Kontakte zu Roberts Giuffre ab. Am 15. Februar 2022 wurde bekannt, dass Andrew eine Einigung mit der Anklägerin Virginia Giuffre erzielte. Er soll sich von den Missbrauchsvorwürfen freigekauft haben, indem er eine „substanzielle Spende“ in nicht bekannter Höhe an Giuffres Wohlfahrtsorganisation geleistet haben soll. Wie britische Zeitungen meldeten, betrug die Summe zwölf Millionen Pfund (umgerechnet etwa 14,4 Millionen Euro), wobei Elisabeth II. rund 2,3 Millionen Euro zu der Summe beisteuerte.
Im November 2022 reichten Opfer von Epstein in den USA Klage auf Schadenersatz gegen die Deutsche Bank und JPMorgan Chase wegen „Komplizenschaft“ an seinen Verbrechen ein. JPMorgan – bei der Epstein von 1998 bis 2013 Kunde war und rund 40 seiner Konten verwaltete, wurde vorgeworfen, die Finanzierung von dessen Missbrauchsring ermöglicht zu haben. Die JPMorgan-Angestellte Mary Erdoes erklärte eidesstattlich, die Bank habe gewusst, „dass Epstein beschuldigt wurde, Bargeld zu zahlen, um minderjährige Mädchen und junge Frauen zu sich nach Hause zu holen.“ Die Deutsche Bank hatte Epstein 2013 als Kunden aufgenommen und die Geschäftsbeziehung erst 2018 beendet, nachdem der Miami Herald erste Vorwürfe über den Missbrauch junger Frauen veröffentlichte. Im Mai 2023 schloss die Deutsche Bank mit Epstein-Opfern einen Vergleich in Höhe von 75 Millionen Dollar (die Deutsche Bank hatte bereits 150 Millionen Dollar an die New Yorker Finanzaufsichtsbehörde und weitere 26 Millionen Euro an Anleger gezahlt). JP Morgan zahlte einen Monat später in einem Vergleich 290 Millionen Dollar, die auf mehr als 150 Opfer aufgeteilt wurden. Damit konnten die Finanzinstitute Klagen im Fall Epstein zeitnah beilegen.
JPMorgan Chase stand noch einer separaten Zivilklage der Staatsanwaltschaft der Amerikanische Jungferninseln gegenüber, die der Bank vorwarf, vom Menschenhandel profitiert zu haben, indem sie zahlreiche interne Warnsignale in Bezug auf Epstein ignorierte. Der Generalstaatsanwalt erklärte, Epstein habe Führungskräfte von JPMorgan Chase mit einigen der bekanntesten und wohlhabendsten Personen der Welt in Verbindung gebracht, wie Prinz Andrew von Großbritannien, Microsoft-Gründer Bill Gates, dem Milliardär und Private-Equity-Investor Leon Black, dem ehemaligen US-Präsidentenberater David Gergen, dem israelischen General und Politiker Ehud Barak, dem israelischen Premierminister Benjamin Netanjahu, den Kindern des ehemaligen australischen Premierministers Paul Keating, dem ehemaligen britischen Minister Lord Peter Mandelson, der Agnelli-Familie der Fiat-Gruppe und den herrschenden Scheichs von Kuwait, Bahrain, Dubai und den Vereinigten Arabischen Emiraten – dafür habe JPMorgan Chase im Gegenzug die Beweise für Epsteins Verbrechen ignoriert und die Sicherheit der Opfer für eigene Gewinne eingetauscht. Zwischen dem Privat-Banking-Chef Jes Staley und Epstein habe eine freundschaftlich-familiäre Verbindung bestanden, die selbst 2009 nach Epsteins Verurteilung in Florida weiter gepflegt wurde. Der Generalstaatsanwalt forderte von der Bank Dokumente zu Epsteins Verbindung mit Bear Stearns vor und nach der Übernahme des Unternehmens durch JPMorgan.
Ende 2022 reichte eine Frau gegen Leon Black in New York Klage wegen Vergewaltigung ein. Die Tat soll sich im Frühjahr 2002 in Epsteins Villa in Manhattan während eines Treffens ereignet haben, bei dem sie dachte, sie würde Massagedienste für Geld anbieten. Black war zuvor schon wegen seiner Verbindungen zu Epstein vom Posten des CEO von Apollo Global Management zurückgetreten. Mitte 2023 wurde Black von einer weiteren Frau verklagt, sie ebenfalls im Jahr 2002 als 16-jähriges Mädchen in Epsteins Stadthaus vergewaltigt zu haben. Black bestreitet auch diese Anschuldigung. Kurz zuvor wurde bekannt, dass Black 62,5 Millionen US-Dollar an die US-amerikanischen Jungferninseln gezahlt habe, um von allen möglichen Ansprüchen im Zusammenhang mit den Ermittlungen der Insel zu Epsteins mutmaßlichem Sexhandel auf der Insel befreit zu werden.

## Rezeption

### Dokumentarfilme
- Surviving Jeffrey Epstein. 4 Teile. Regie: Ricki Stern, Anne Sundberg. USA 2020.[168][169]
- Jeffrey Epstein: Stinkreich. (englisch Jeffrey Epstein: Filthy Rich). 4 Teile. Regie: Lisa Bryant. USA 2020.[170][171][172]

### Musik
- 2020: Epstein Island. Musikvideo des deutschen Rappers DCVDNS, das den Umgang mit systematischem Missbrauch kritisiert[173]